# Вольная Лашма
Вольная Лашма — село Ковылкинского района Республики Мордовия в составе Русско-Лашминского сельского поселения.

## География
Находится на расстоянии примерно 6 километров по прямой на запад-юго-запад от районного центра города Ковылкино.

## История
Упоминается с 1867 года, когда в селе была построена деревянная церковь Параскевы Пятницы. В 1894 году в селе было учтено 89 дворов. Основано после отмены крепостного права переселенцами из села Воскресенская Лашма.

## Население
| 2002 | 2010 |
| ---- | ---- |
| 55   | ↘29  |

Постоянное население составляло 55 человек (русские 89 %) в 2002 году, 29 в 2010 году.